# 崔亮 (高麗)
崔亮（10世纪—995年），慶州（今大韩民国庆尚北道慶州市）人，高丽王朝大臣。
崔亮性情寬厚，能做文章。高丽光宗时崔亮登第，爲攻文博士。高丽成宗在潛邸，引爲師友。成宗即位，遂加擢用，官至左散騎常侍、参知政事兼司衛卿。他因病解官。既而成宗命他復職。不久拜門下侍郎，转任內史侍郎兼民官御事、同內史門下平章事、監修國史。成宗十四年（995年）四月丁丑崔亮卒。成宗痛悼，贈太子太師、賻米三百石、麥二百石、腦原茶一千角，以禮安葬。谥号匡彬，後配享成宗廟庭。累贈太尉、太保、太師、內史令、三重大匡。其子崔元信、崔元佐、崔元億、崔元偉、崔元侃、崔元保、崔元俊。崔元信擢甲科，歷任戶部侍郎、禮賓卿，高丽顯宗时與李守和到宋朝賀正，回国后因为奉使汚辱，被流放。